# Hervormd Lyceum Zuid

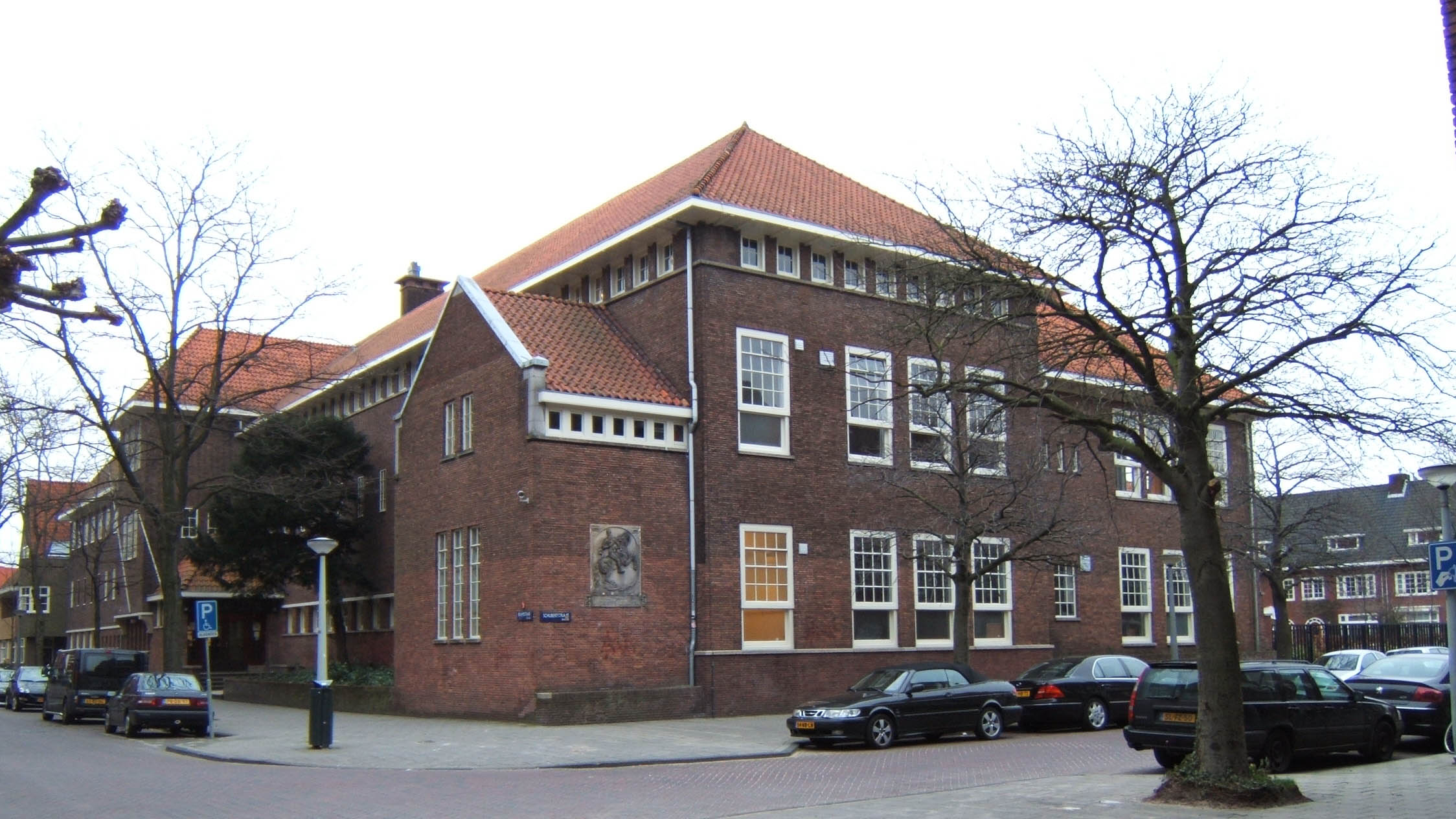
Hervormd Lyceum Zuid

Het Hervormd Lyceum Zuid is een school voor voortgezet onderwijs aan de Brahmsstraat in Amsterdam. De school is een lyceum met een gemeenschappelijk brugjaar en de richtingen vwo en havo.

## Geschiedenis
De school is opgericht in 1928 en in 1934 werd het huidige gebouw betrokken. In 1940 groeide de school uit tot de grootste middelbare school van Nederland: meer dan 800 leerlingen. Tijdens de Tweede Wereldoorlog had de school een rector genaamd Smit, die lid was van de NSB.
De school zat met ruim 800 leerlingen aan het maximum van de capaciteit van het gebouw. Daarom is er in 2005 uitgebreid verbouwd, aan de school zijn op de voormalige binnenplaats twee ondergrondse gymlokalen toegevoegd.

## Samenwerking
De school werkt tegenwoordig samen met joodse en met andere protestants-christelijke scholen in Amsterdam en Amstelland. Dit is een samenwerking op het gebied van organisatie, financiën en personeel. De andere Cederscholen zijn het Hervormd Lyceum West, Christelijke Scholengemeenschap Buitenveldert, Hermann Wesselink College en het Veenlanden College.

## Fotogalerij

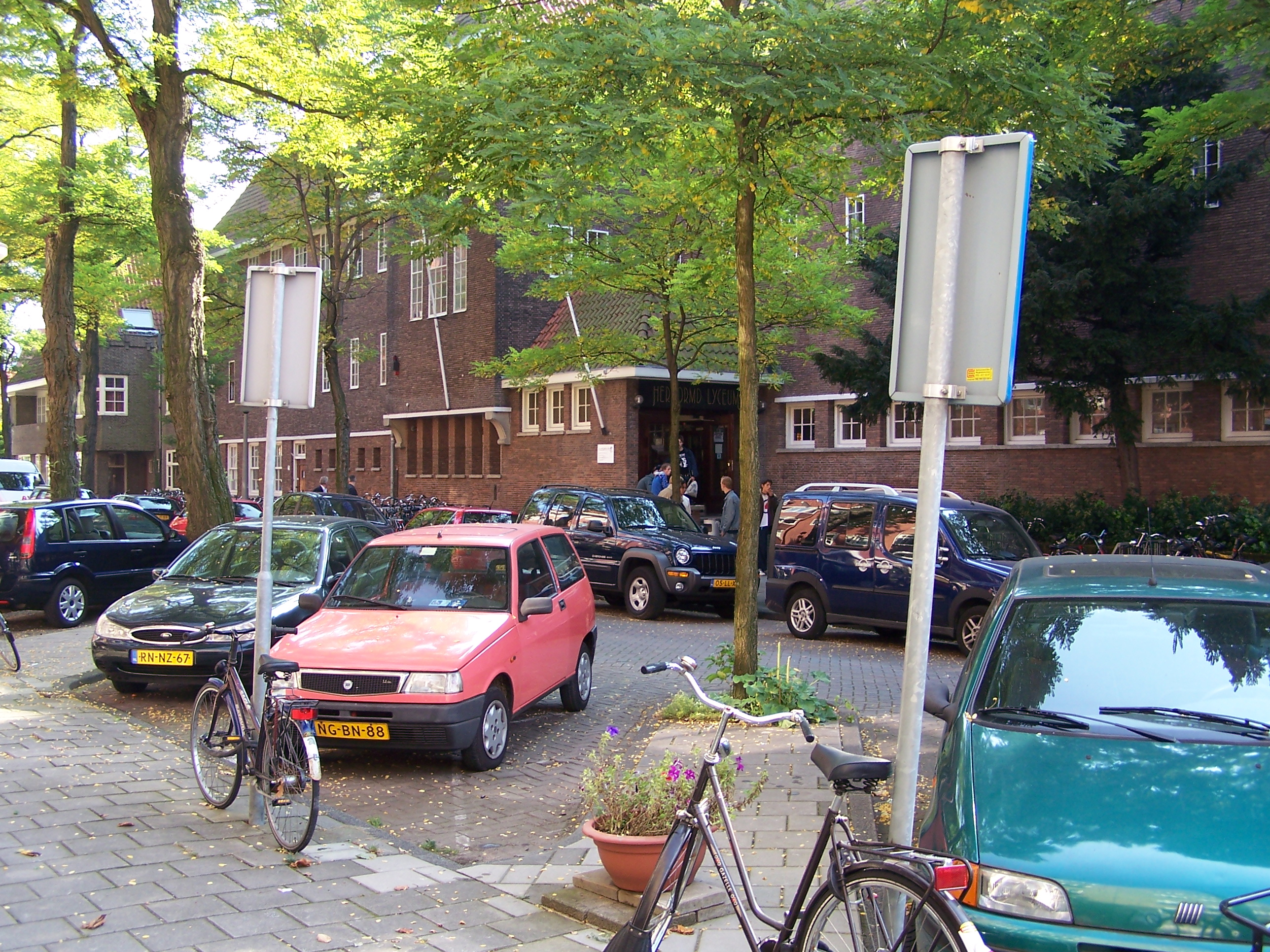
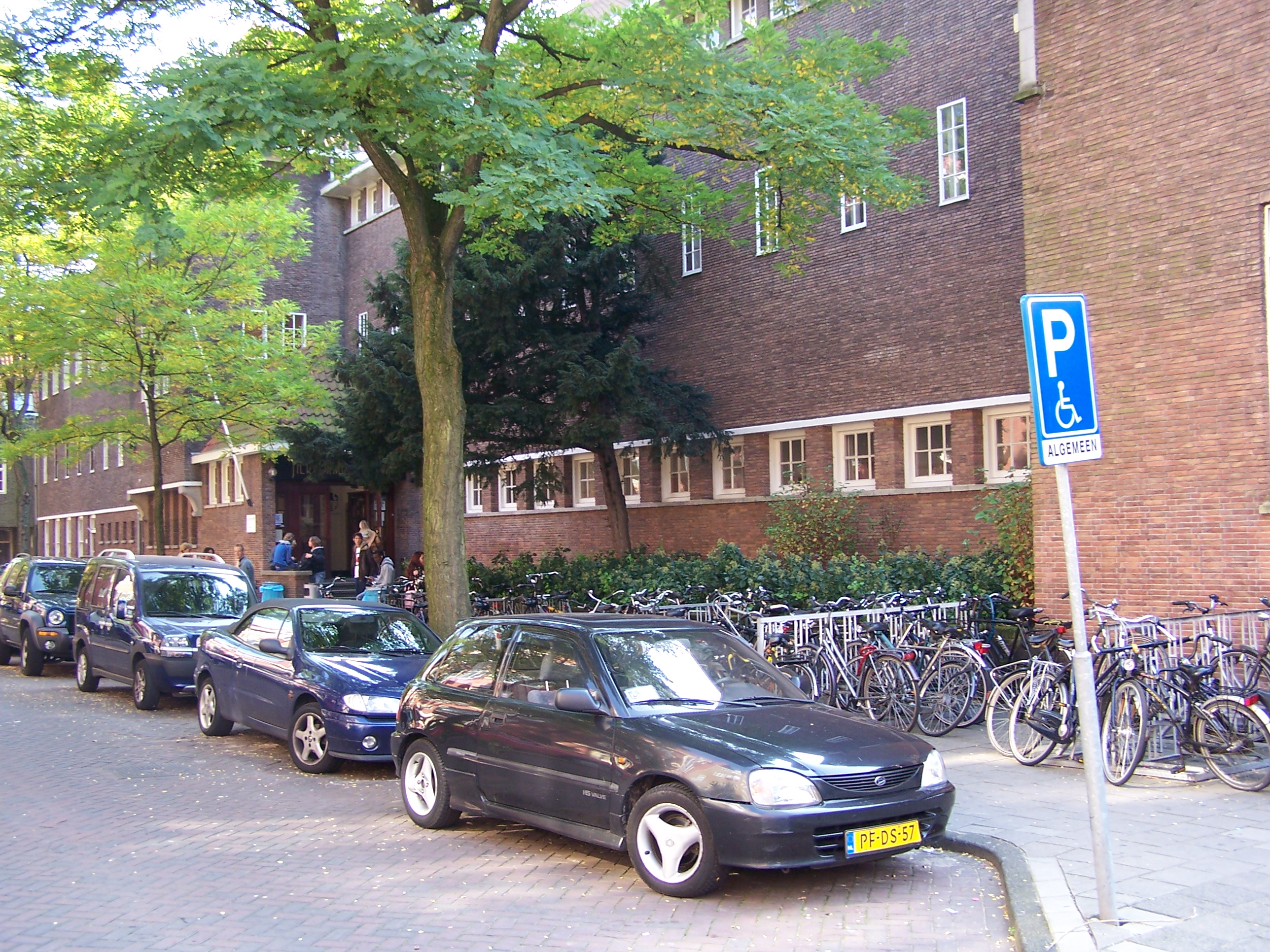
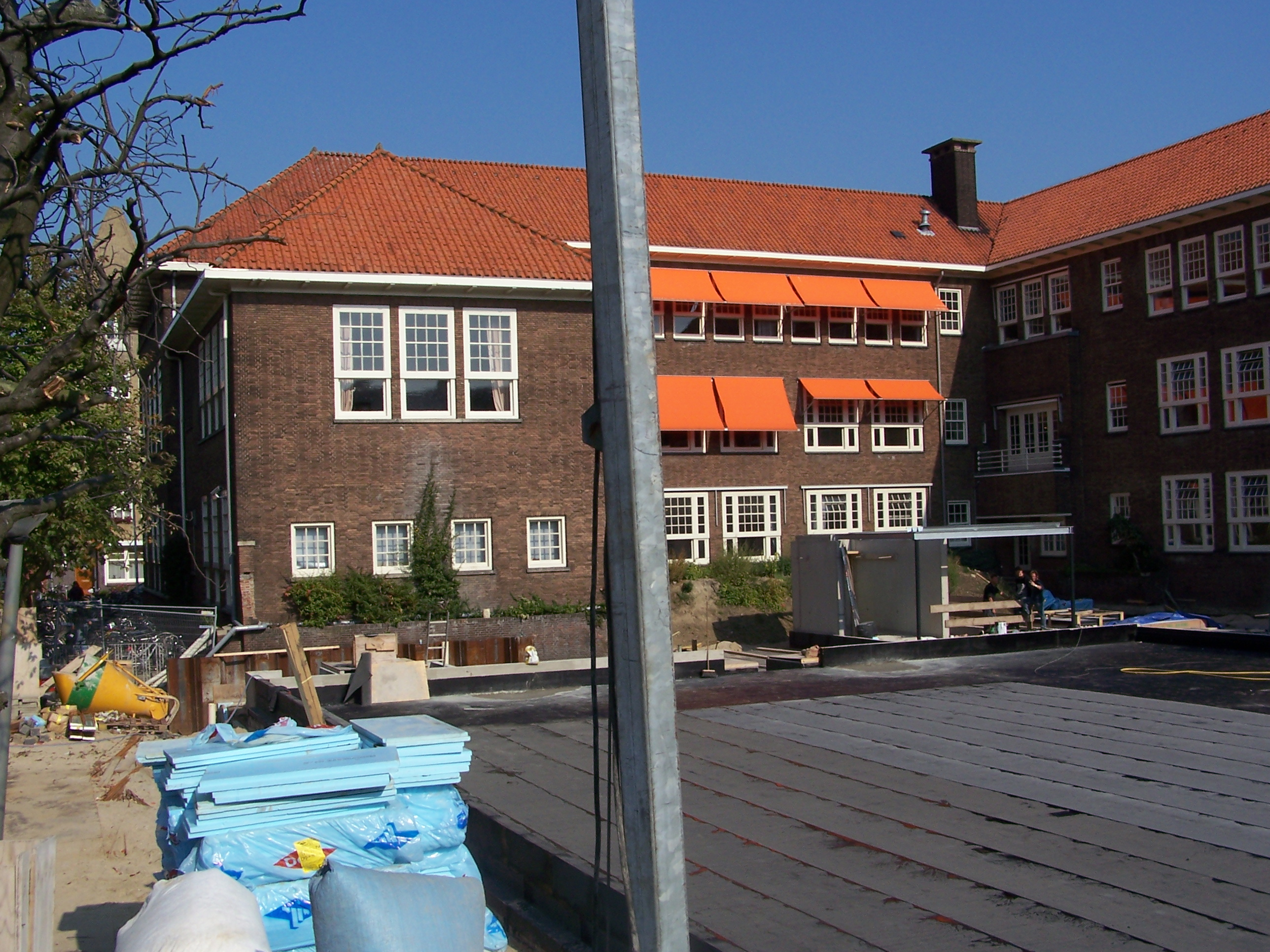
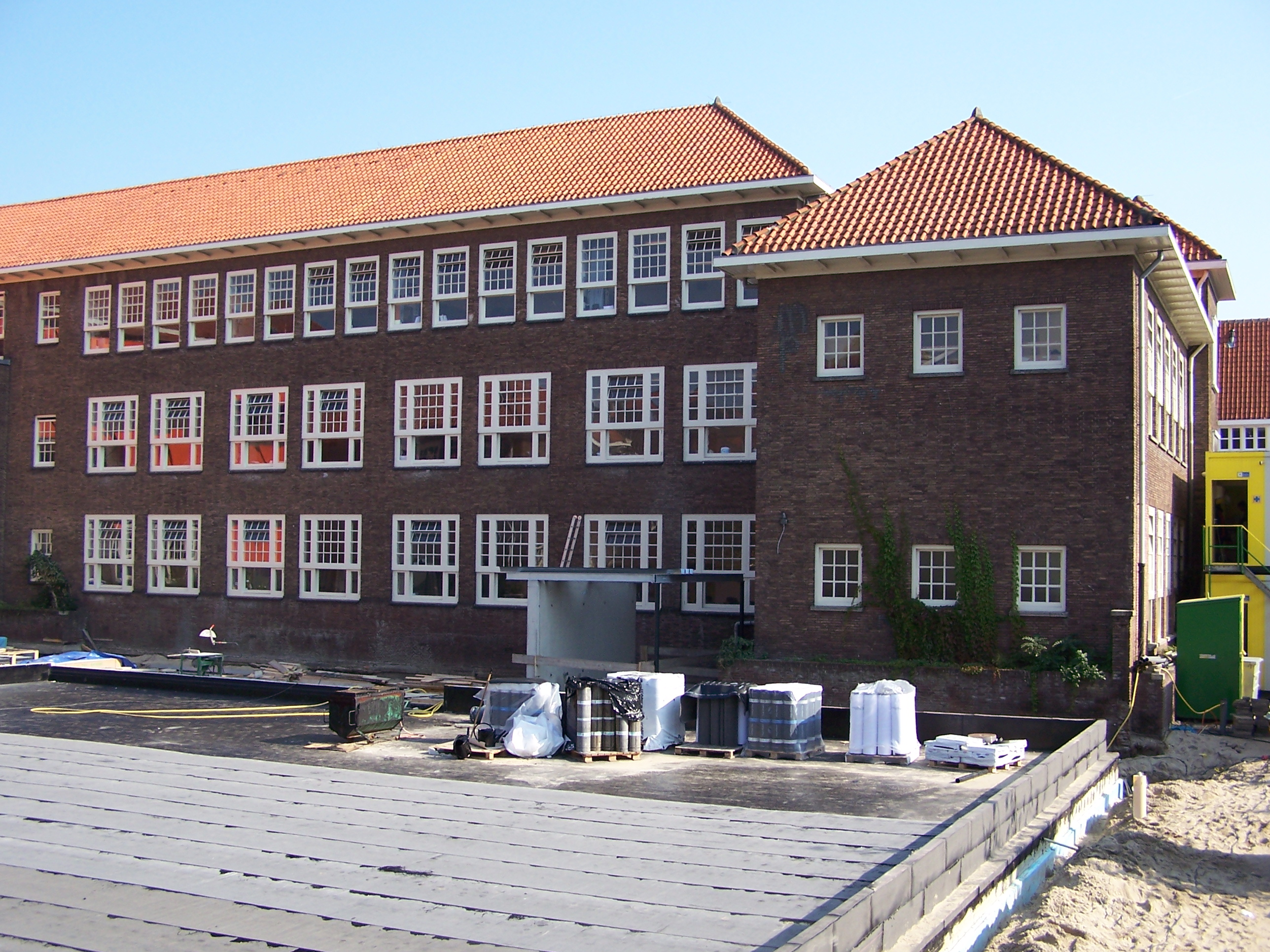

## Personeel
De school wordt bestuurd door een rector en twee conrectoren. Het docentenbestand is ongeveer 70.

## Bekende (oud-)leerlingen
- Hans van der Molen, Directievoorzitter Berenschot Groep B.V.
- Roderick Veelo, Nederlands journalist en radio- en televisiepresentator.
- Simone Walraven, Nederlandse radio- en televisiepresentatrice, actrice en filmmaakster
- Piet Beertema, internetpionier
- Mano Bouzamour, schrijver
- Milou Deelen, journaliste en feministe
- Rogi Wieg, dichter
- Thijs Boermans, acteur
- Défano Holwijn, presentator
- Carel Eiting, voetballer
- Nora Fischer, sopraan
- Jelle de Lange, voetballer